# Excudent alii spirantia mollius aera

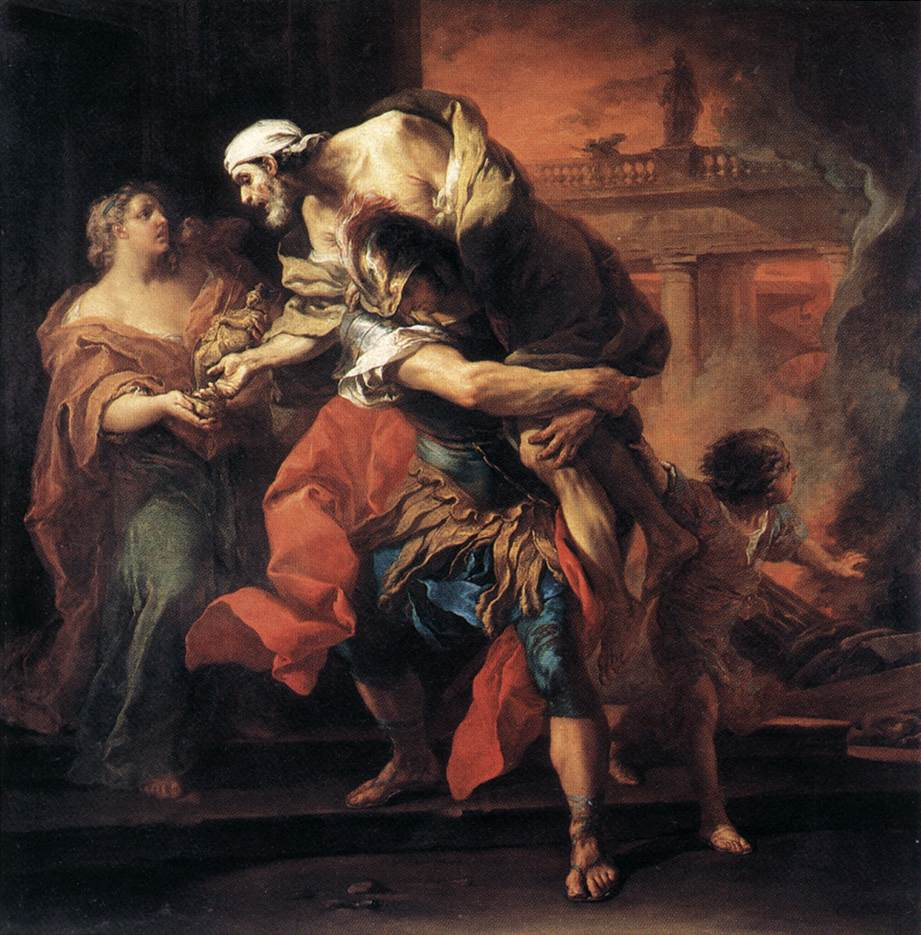
Картина Шарля Ван Лоо, на якій зображений Анхіс. У повчанні своєму синові Енею він говорить «Excudent alii spirantia mollius aera»

Excudent alii spirantia mollius aera —  латинський крилатий вислів. Дослівно перекладається «Інші вправніше викують живі статуї з бронзи».
Вираз вживають, бажаючи підкреслити, що кожному слід займатися своєю справою або що першість в якій-небудь області належить іншим.
В  Енеїді  Вергілія головний герой спускається в підземне царство, щоб побачитися з батьком Анхісом і дізнатися від нього про славну долю своїх нащадків — римлян. Це найважливіше місце в ідейному змісті поеми, де прославлявся Еней, міфічний предок роду Юліїв (до якого належали Юлій Цезар і його прийомний син, імператор Октавіан Август), і могутність  римської держави. При попередньому читанні Августу Вергілій вибрав саме цей уривок. Слова Анхіса стали пророцтвом про історичне призначення римського народу.

Інші майстерніш, ніж ти, відливатимуть статуї з міді, (лат. Excudent alii spirantia mollius aera) 

З мармуру теж, я гадаю, різьбитимуть лиця живії,

Краще в судах промовлятимуть, краще далеко від тебе

Викреслять сферу небесну і зір кругове обертання,

Ти ж пам'ятай, громадянине римський, як правити світом,

Будуть мистецтва твої: у мирі тримати народи,

Милувать щирих підданців і вкрай довойовувать гордих!

Під «іншими» перш за все йдеться про греків, чиї досягнення в мистецтві, красномовстві та різних науках здавалися римлянам недосяжними. Ці слова підтверджують те, що самі римляни, які звикли перемагати та управляти, усвідомлювали свою принципову відмінність від греків.